# Brontés
Brontés je podle řeckých bájí jeden ze tří Kyklopů. Jeho jméno znamená „hrom“. Jedná se o obry s jedním okem uprostřed čela. Podle Hésioda jsou tři, kromě Brontése ještě Argés a Steropés. Jejich otcem je bůh nebe Uranos a matkou bohyně země Gaia. Brontés s bratry pomohli Diovi, když povstal proti svému otci Kronovi tím, že mu zhotovili hromy a blesky, s jejichž pomocí zvítězil.
Když Artemis v dětském věku navštívila na pozvání Héfaista Kyklopy na ostrově Lipaře, našla je, jak vytepávají koryto pro Poseidónovy koně. Brontés, který dostal příkaz, aby se o ni staral a splnil jí každé přání, si ji posadil na koleno. Artemidě se však jeho mazlení nelíbilo, a tak mu vytrhla z hrudi chomáč chlupů. Do smrti mu pak na onom místě již žádné chlupy nerostly a tato lysina způsobovala u ostatních dojem, že má prašivinu. Artemis pak řekla všem třem Kyklopům, ať přeruší práci na korytu a raději pro ni zhotoví stříbrný luk s toulcem plným šípů. Za odměnu jim pak slíbila první kořist, kterou uloví.
Nymfy měly z Kyklopů strach pro jejich vzhled a ve starém Řecku matky strašily neposlušná děvčátka právě Kyklopy.